# نلسون وریسیمو
نلسون وریسیمو (انگلیسی: Nélson Veríssimo؛ زادهٔ ۱۷ آوریل ۱۹۷۷) بازیکن فوتبال بازنشسته اهل پرتغال است.
از باشگاه‌هایی که در آن بازی کرده‌است می‌توان به باشگاه فوتبال ویتوریا ستوبال، باشگاه فوتبال آکادمیکا، باشگاه فوتبال مافرا، باشگاه ورزشی بنفیکا، و باشگاه فوتبال آلورکا اشاره کرد.
وی همچنین در تیم‌های ملی فوتبال زیر ۱۷ ، زیر ۱۸ ، زیر ۲۰  و زیر ۲۱ سال پرتغال و همچنین تیم ملی بی پرتغال بازی کرده‌است.